# Cala d’Or (Santanyí)
Cala d’Or ist ein Ort und eine Bucht auf der spanischen Baleareninsel Mallorca. Er liegt an der Südostküste in der Region (Comarca) Migjorn.

## Geografie
Der Ort Cala d’Or gehört zum Gemeindegebiet von Santanyí. Die Entfernung nach Palma beträgt etwa 60 Kilometer.
Der Ort Cala d’Or entfaltet sich entlang der Küstenlinie auf drei halbkreisförmigen Landzungen und Ortsteilen, genannt: Cala d’Or (Zentrum), Cala Egos (westlich) und Cala Ferrera (östlich). Der Teil östlich der Avenida Felanitx rund um die Cala Ferrera und die Cala Serena gehört bereits zum Gemeindegebiet von Felanitx.
Die zerklüftete Felsküste ist durchbrochen von mehreren Buchten mit Sandstrand. Von Osten nach Westen sind dies: Cala Esmeralda (die Grüne), Cala Gran (die Große), die namensgebende Cala d’Or (die Goldene, auch Caló de ses Dones genannt) und die Cala Llonga (die Lange, auch Cala d’es Forti genannt) mit der kleinen Caló d’es Pou. Im westlich gelegenen Ortsteil Cala Egos sind dies: Cala Egos, Cala Galera und Caló des Llamp. Im östlich gelegenen Ortsteil Cala Ferrera (bereits zu Felanitx gehörend) sind dies: Cala Ferrera und Cala Serena (die Gelassene).
Der Nachbarort Portopetro ist mit dem Bus oder dem Auto in etwa fünf bis zehn Minuten erreichbar.

## Geschichte

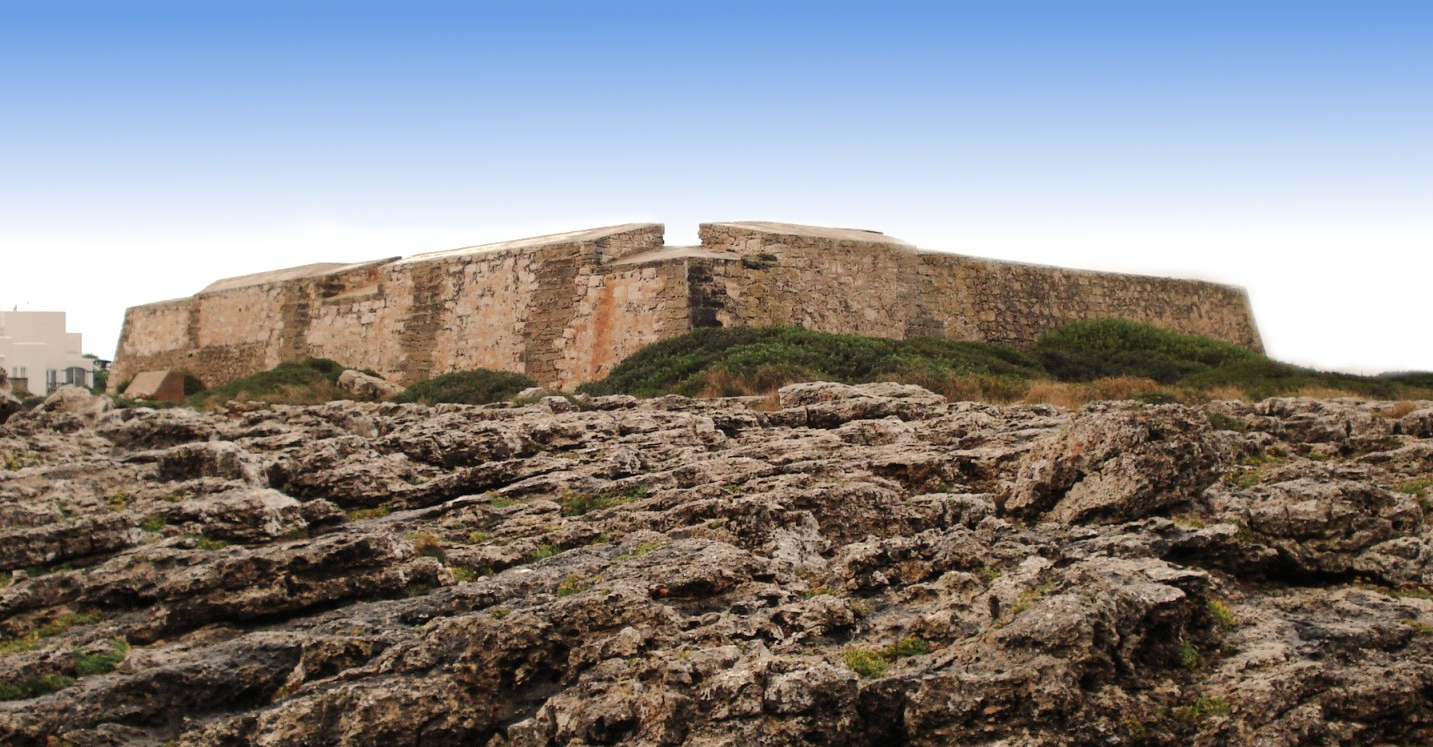
Die Festung Es Forti

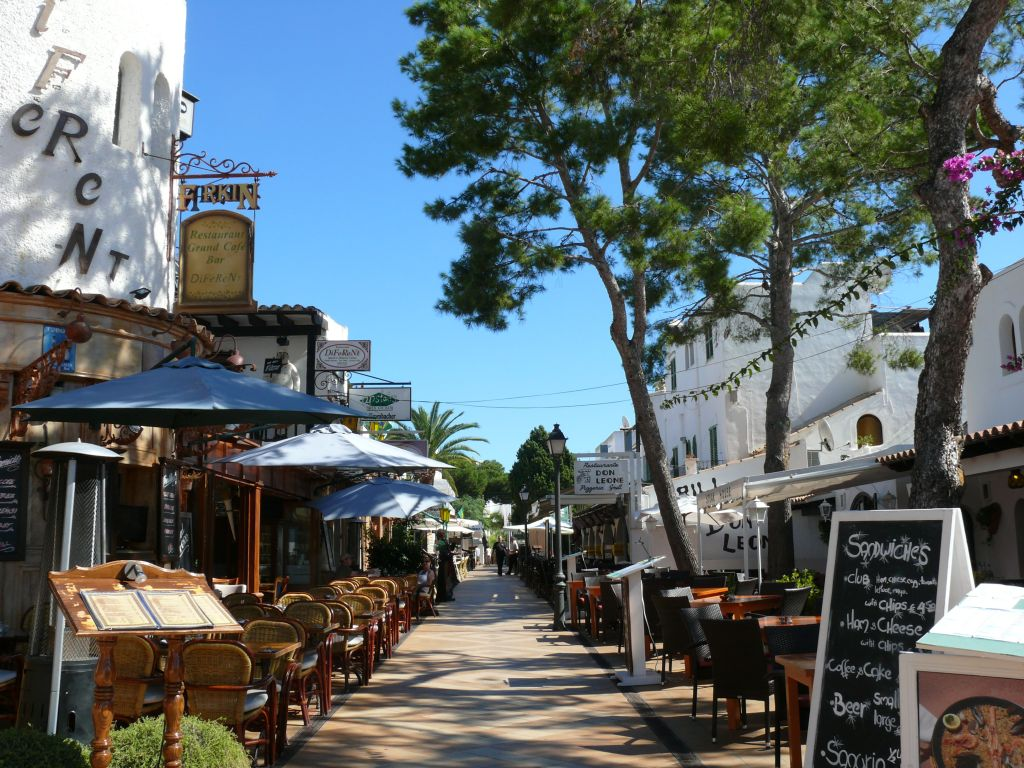
Cala d'Or, Ortsmitte

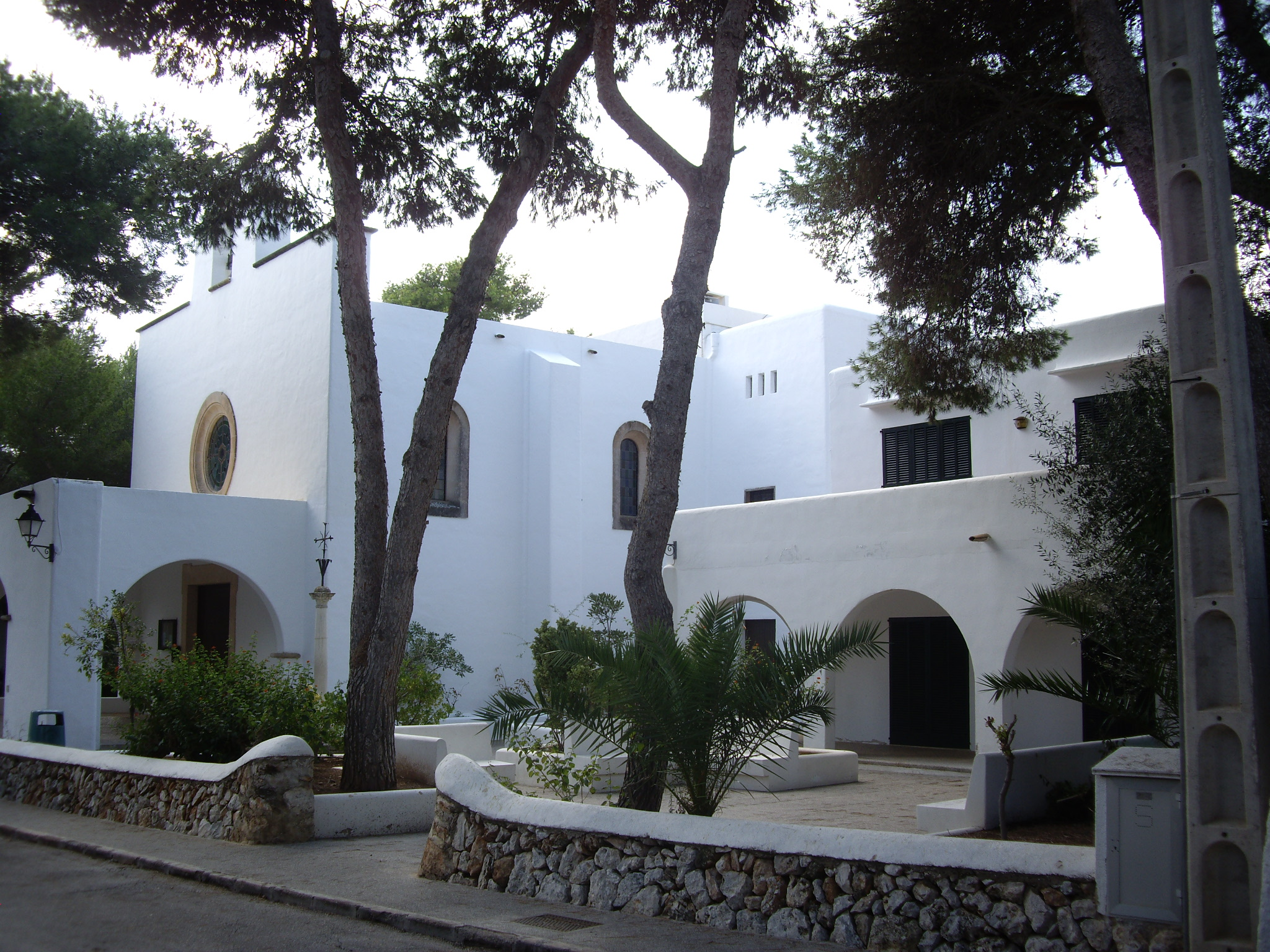
Kirche im Ibiza-Stil

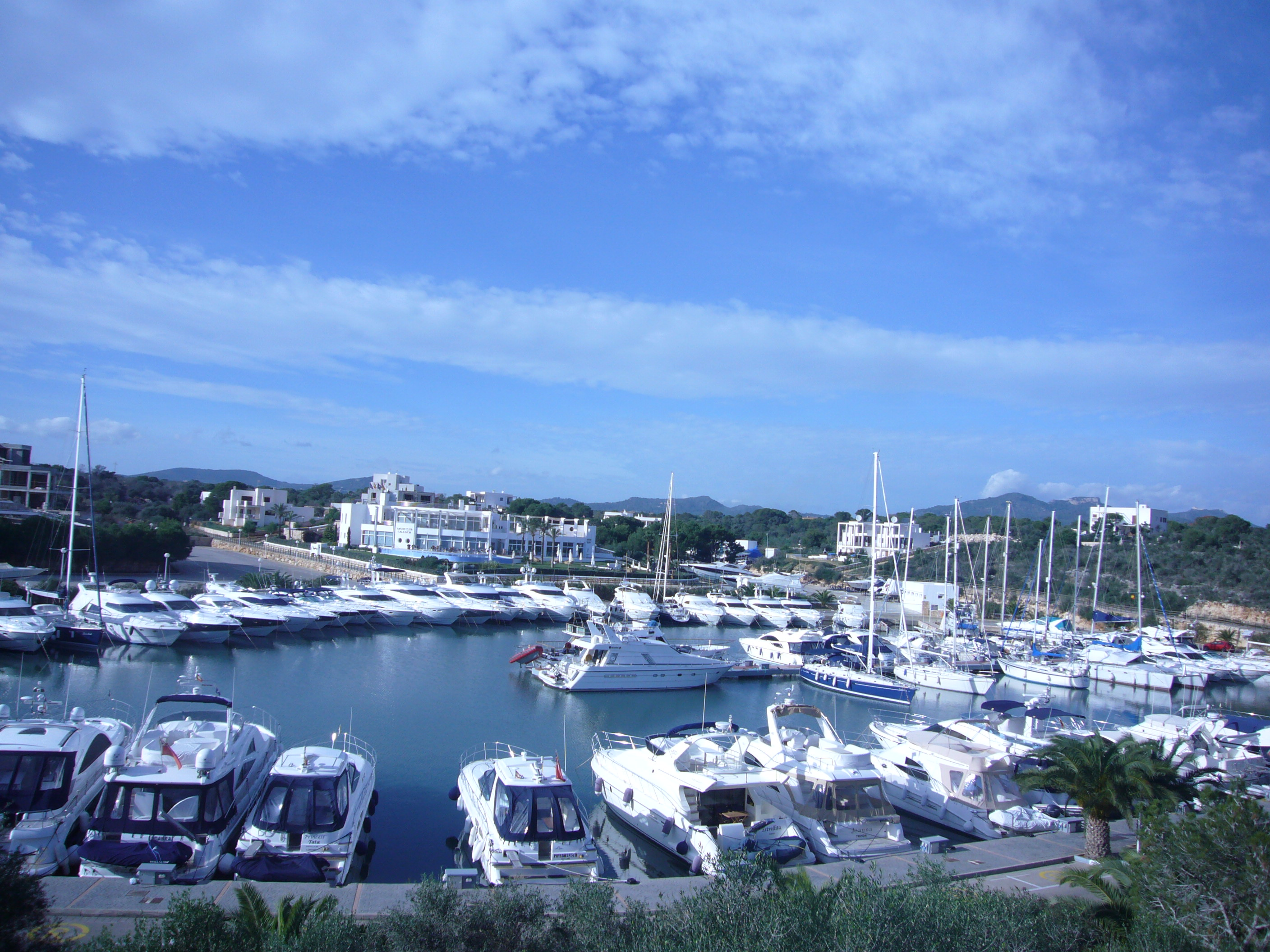
Der Yachthafen (Marina)

Die Befestigungsanlage Es Forti, 1740 errichtet und nach einem Erdbeben 1793 wieder aufgebaut, diente früher der Verteidigung gegen die Piratenangriffe und schützte den kleinen Hafen. Heute ist das Fort eine der wenigen historischen Sehenswürdigkeiten von Cala d’Or und Santanyí. Das quadratische Bauwerk hat eine Seitenlänge von je 26 Metern. An den beiden zum Meer gewandten Seiten befinden sich Luken für Kanonen. An den beiden zum Land gewandten Seiten gibt es Schießscharten, um Bodenangriffe abzuwehren. Das Fort verfügte über vier Kanonen und eine Besatzung von 19 Soldaten.
Etwa 1932 plante Josep Costa Ferrer (1876 bis 1971), ein aus Ibiza stammender Künstler, Illustrator und Architekt, auch bekannt als Don Pep Costa, eine modern gestaltete Besiedlung als zukünftigen Urlaubsort. Er kaufte 1933 den Küstenstreifen und parzellierte das Terrain, um Platz für 48 Villen, ein Hotel, eine Kirche und Sportanlagen zu schaffen. Auf ihn geht auch die Namensgebung zurück, die ursprünglich nach der Cala d'Hort auf Ibiza lautete, jedoch von den ersten mallorquinischen Bewohnern als irritierend empfunden und binnen kurzer Zeit auf Cala d’Or („Goldene Bucht“) abgewandelt wurde. Später folgte ihm Hotelier Colin Fowler und Architekt Clive Bush.

## Ort und Hafen
Das Zentrum des Ortes Cala d’Or befindet sich beidseits der Avenida Boulevard d’Or zwischen dem Complejo de Font Major (Gebäude) und der Plaza de Ibiza (las Columnas) nördlich der Cala d’Or (Bucht) und der Cala Gran (Bucht). Weitere Geschäfte, Restaurants und Bars befinden sich im Nordosten in Cala Ferrera (Ortsteil) entlang der S’Espalmador nahe der Cala Ferrera (Bucht) und Cala Esmeralda (Bucht), sowie im Südwesten in Cala Egos (Ortsteil) entlang der Avenida de Marina nahe der Cala Egos (Bucht) und entlang der Avenida de Cala Llonga im Yachthafen sowie der Avenida de Baixada al Port.
Viele Gebäude in Cala d’Or sind gemäß der mediterranen Tradition weiß gestrichen und in der Bauweise durch flache, kubische Formen im Ibiza-Stil gestaltet. Das ist nicht zufällig, denn der ibizenkische Architekt Josep Costa Ferrer hatte sich bei der Planung von seiner Heimat inspirieren lassen.
Die Kirche Santa María del Mar wurde 1956 errichtet. Das Patronatstag ist der 21. August. Zum Santa Maria del Mar-Fest werden in der ersten Augusthälfte in Cala d’Or öffentliche Veranstaltungen organisiert, unter anderem Sportwettbewerbe und Spiele für Kinder, Jugendliche und Erwachsene, (Handwerks-)Markt, Fiesta Nocturna, Konzert, Freiluft-Kino und natürlich auch eine religiöse Prozession, letztere am 15. August (Maria Himmelfahrt).
Das Ortszentrum ist in den Sommermonaten sehr belebt, aber nicht überfüllt, wie andere touristische Zentren auf Mallorca. In der Fußgängerzone nahe der Avenida Boulevard d’Or befinden sich eine große Anzahl von Geschäften, Bars und Restaurants mit lokaler und internationaler Küche.
Die Marina liegt in der größten Bucht Cala Llonga, der Yachthafen bietet 563 Liegeplätze auf 30.000 m² Anlegefläche für exklusive Yachten und Charterboote, sowie Schutz vor Stürmen. Dort gibt es auch viele exklusive Restaurants und Bars.

## Verkehr
Die Zufahrt für Kraftfahrzeuge erfolgt über zahlreiche Kreisverkehre (1–19), die mit Skulpturen geschmückt oder mit Pflanzen gestaltet sind. Von Calonge aus Norden kommend ist der Kreisverkehr 1 die nördliche Ortseinfahrt, von Portopetro aus Westen kommend ist der Kreisverkehr 11 die westliche Ortseinfahrt. Von S’Horta aus Nordosten kommend ist der Kreisverkehr 6 die östliche Ortseinfahrt.
Ein Minizug verkehrt regelmäßig zwischen den Buchten und Stränden und verbindet alle Ortsteile von Cala d’Or.
Der Red Bus (rote Bus) der privaten Busgesellschaft (TIB) verbindet Cala d’Or mit anderen Gemeinden und Städten.

## Ansichten

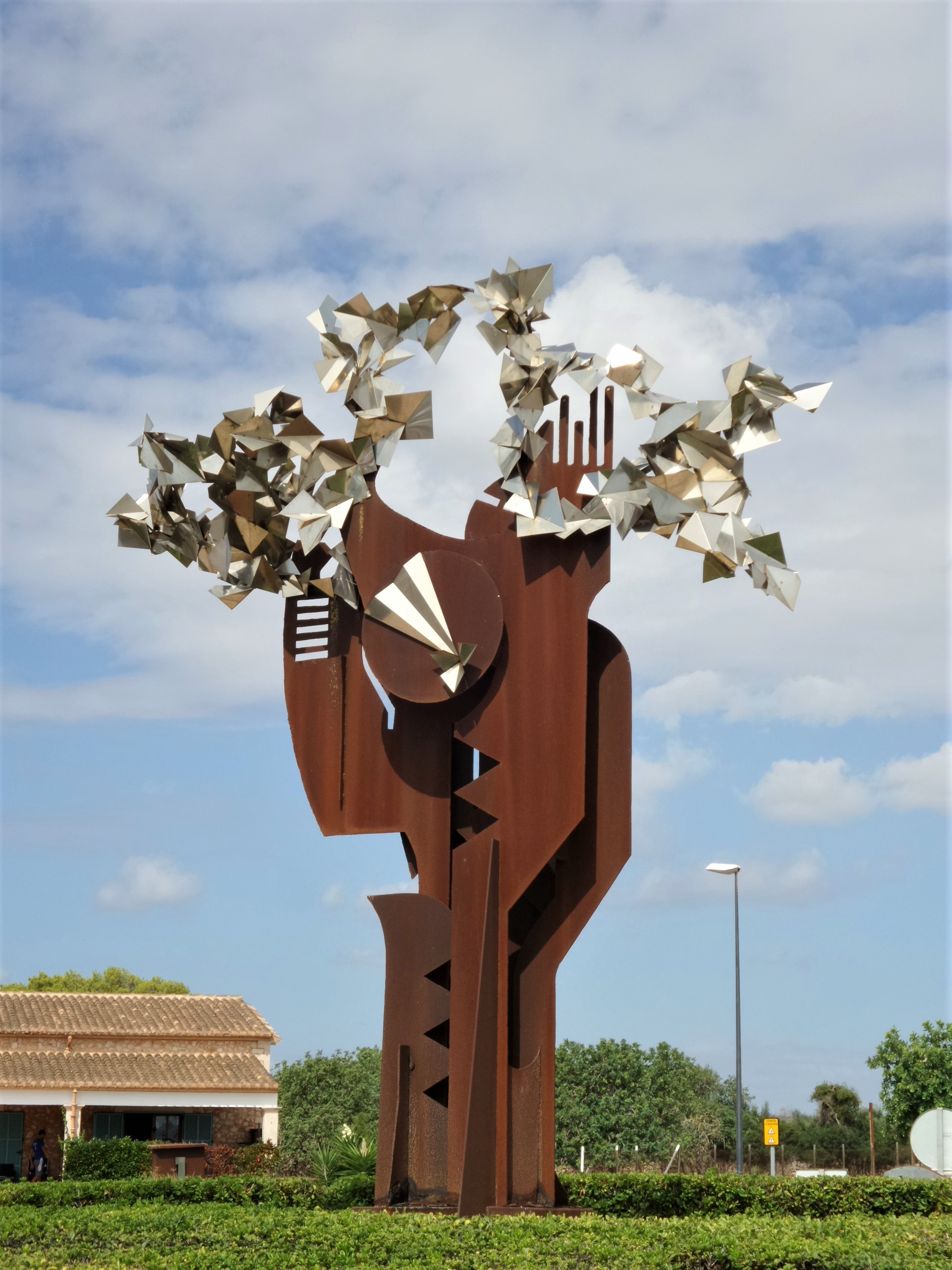
Kreisverkehr 1, nördliche Ortseinfahrt von Cala d’Or
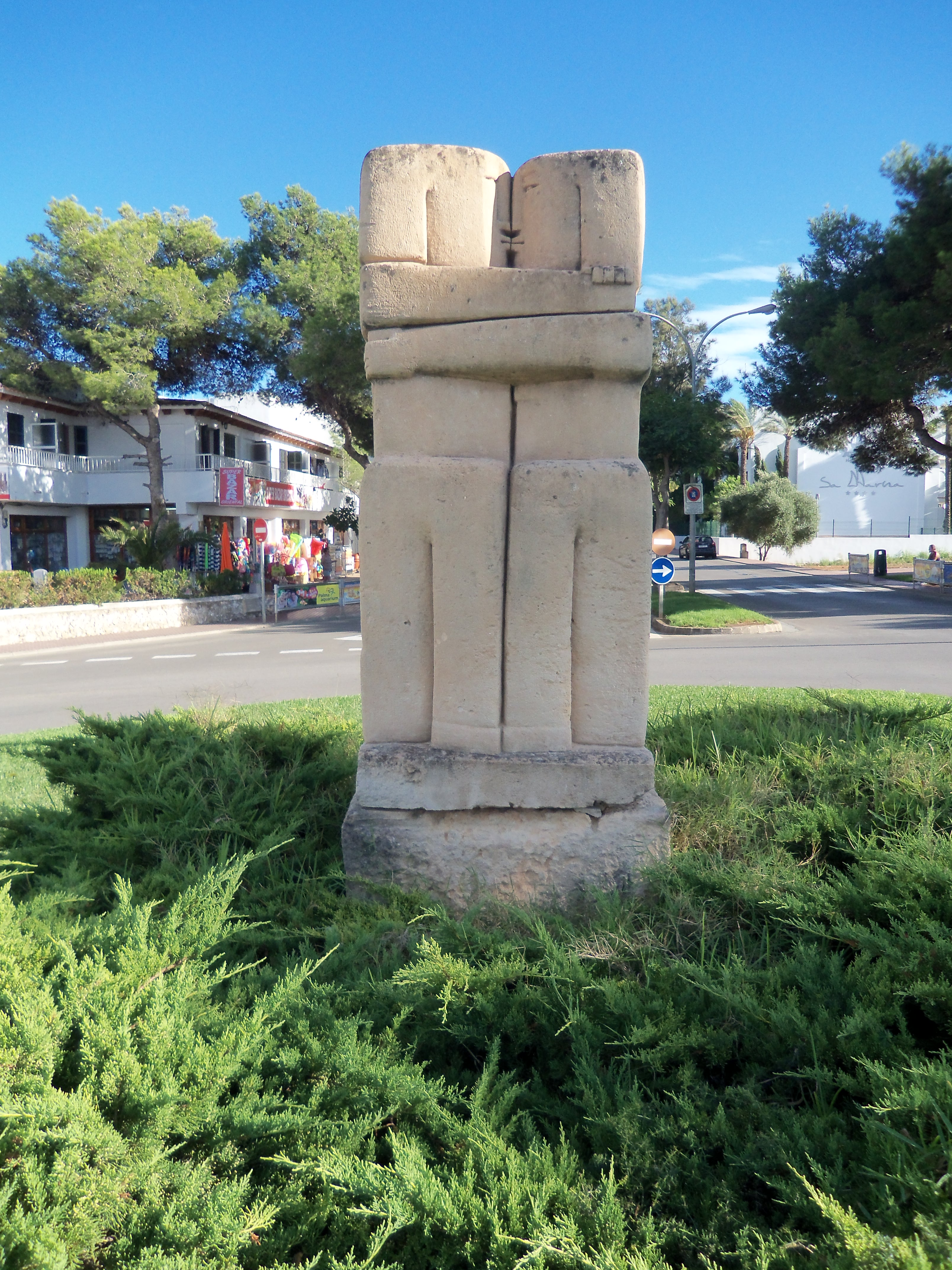
Kreisverkehr 2, Skulptur, dem Kuss von Constantin Brâncuși nach-empfunden
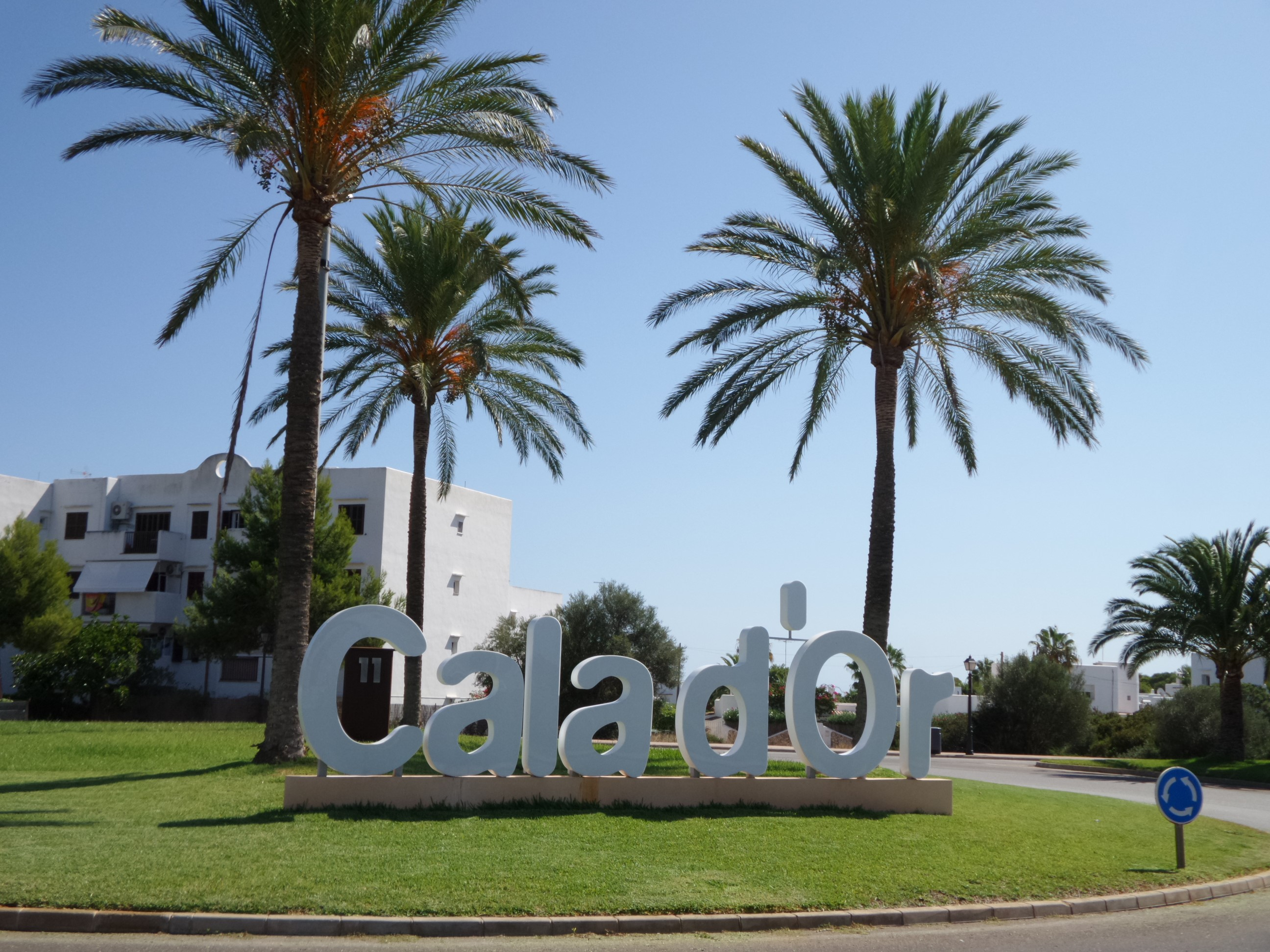
Kreisverkehr 11, westliche Ortseinfahrt von Cala d’Or
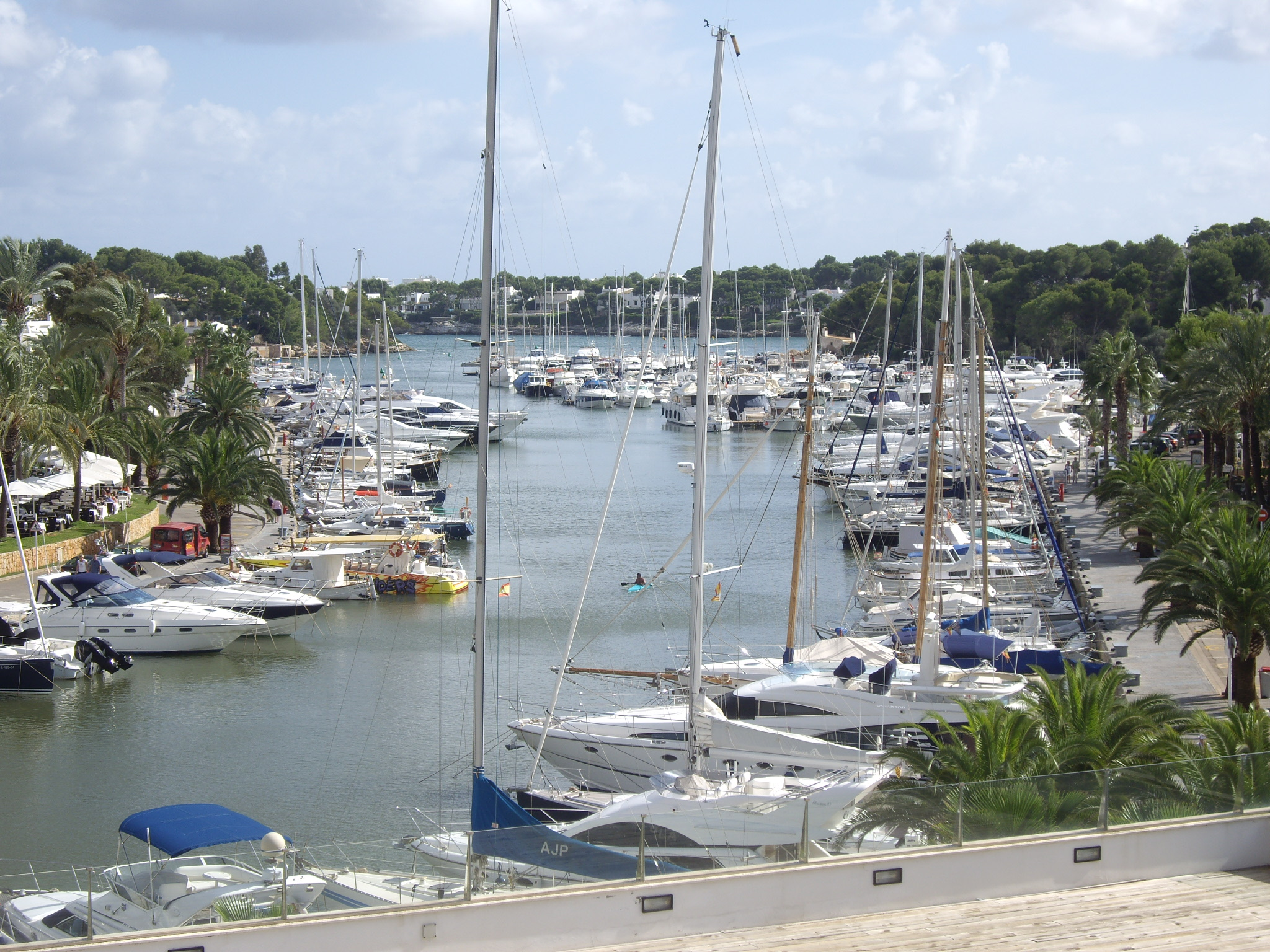
Cala Llonga und Marina di Cala d'Or
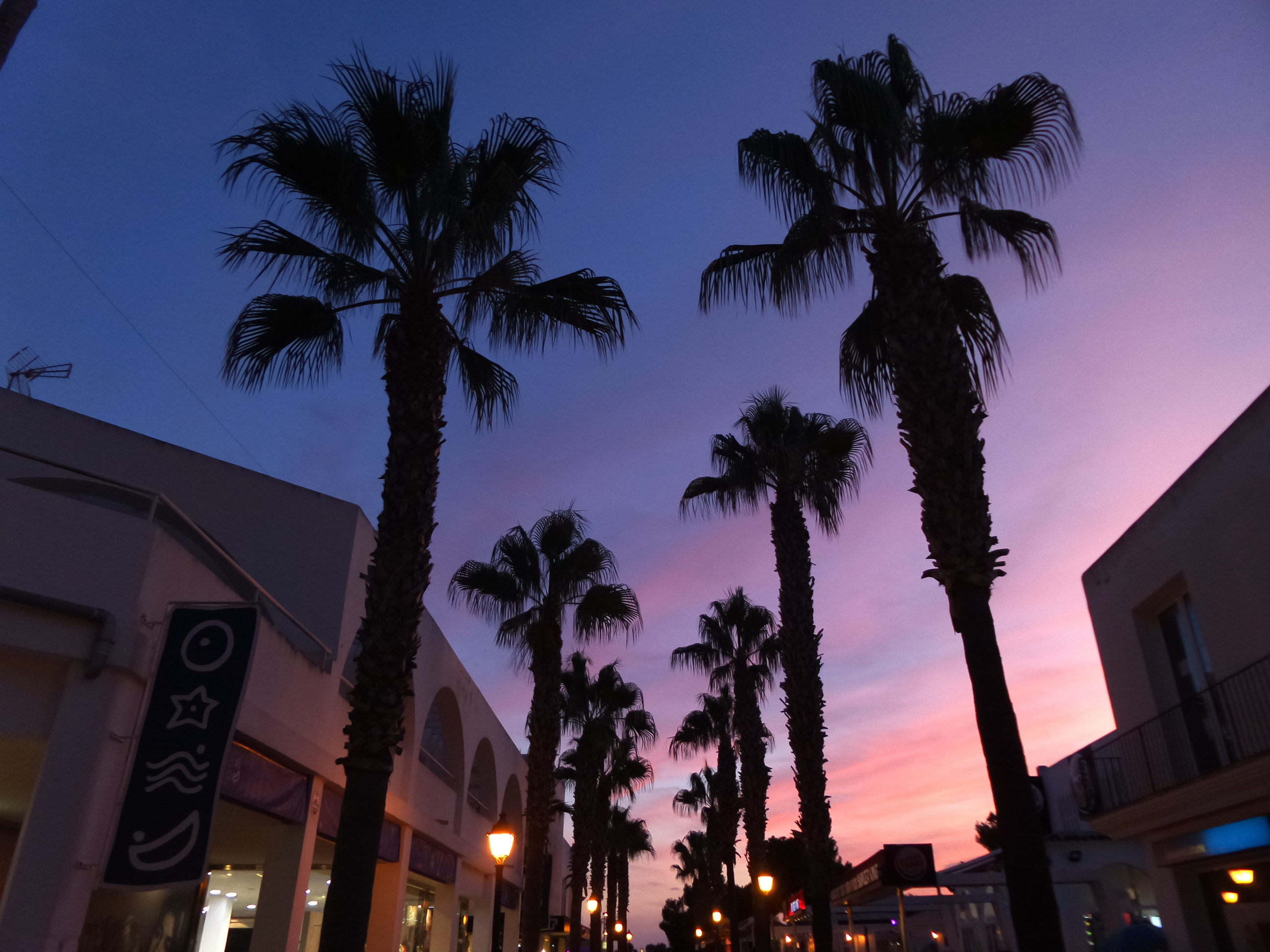
Cala d'Or bei Nacht

## Strände im Ort

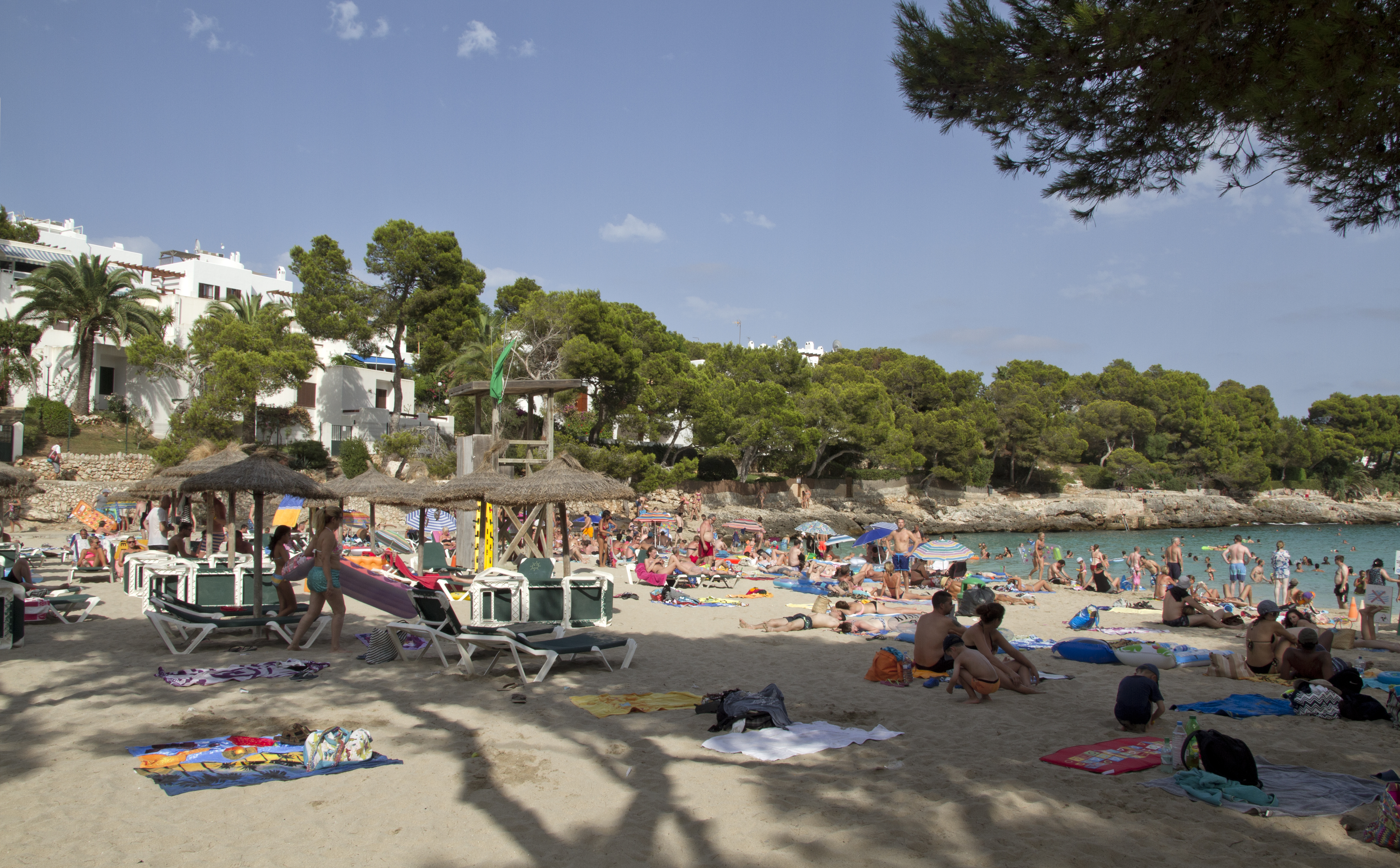
Cala d’Or (Bucht)
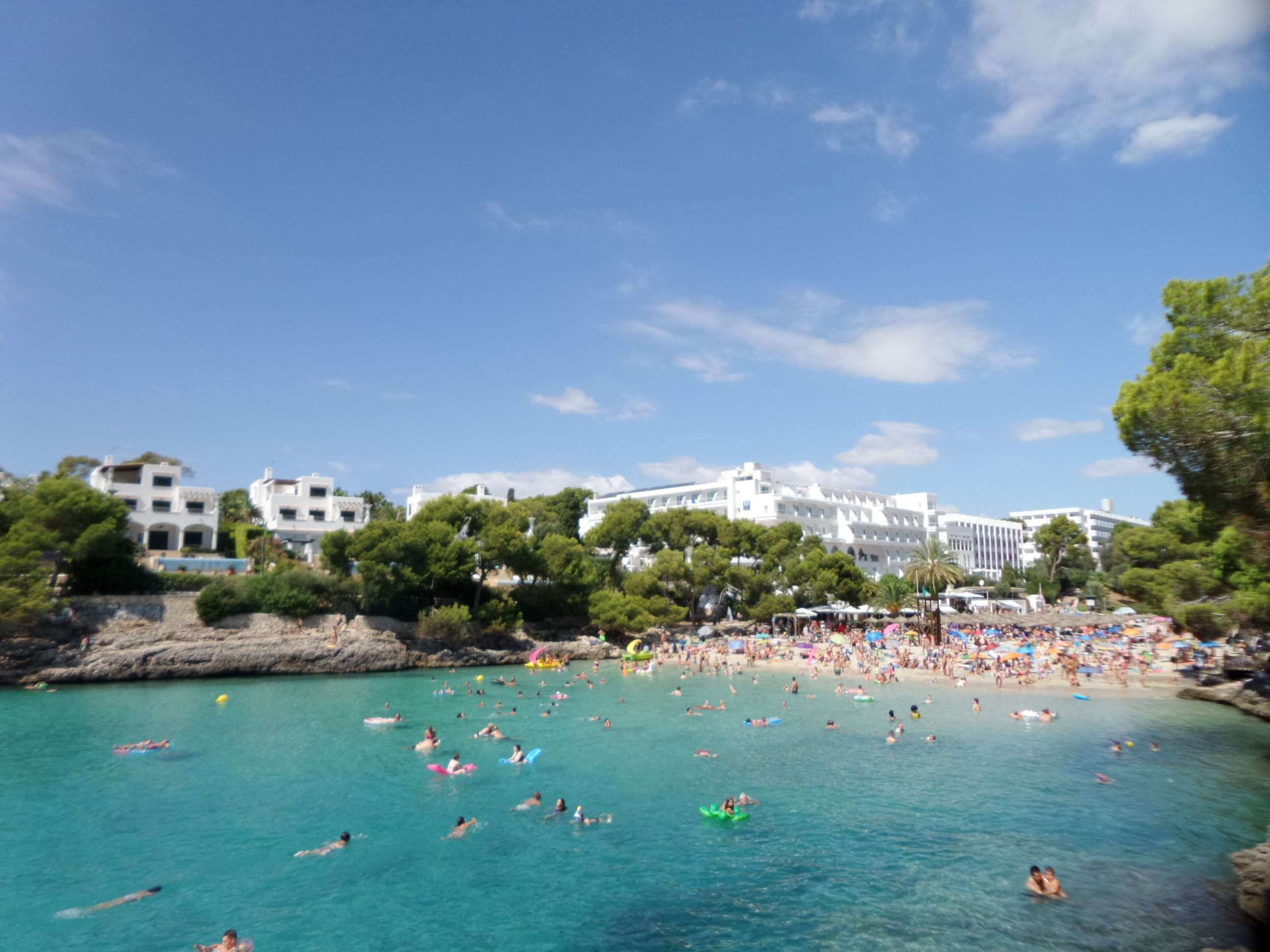
Cala Gran
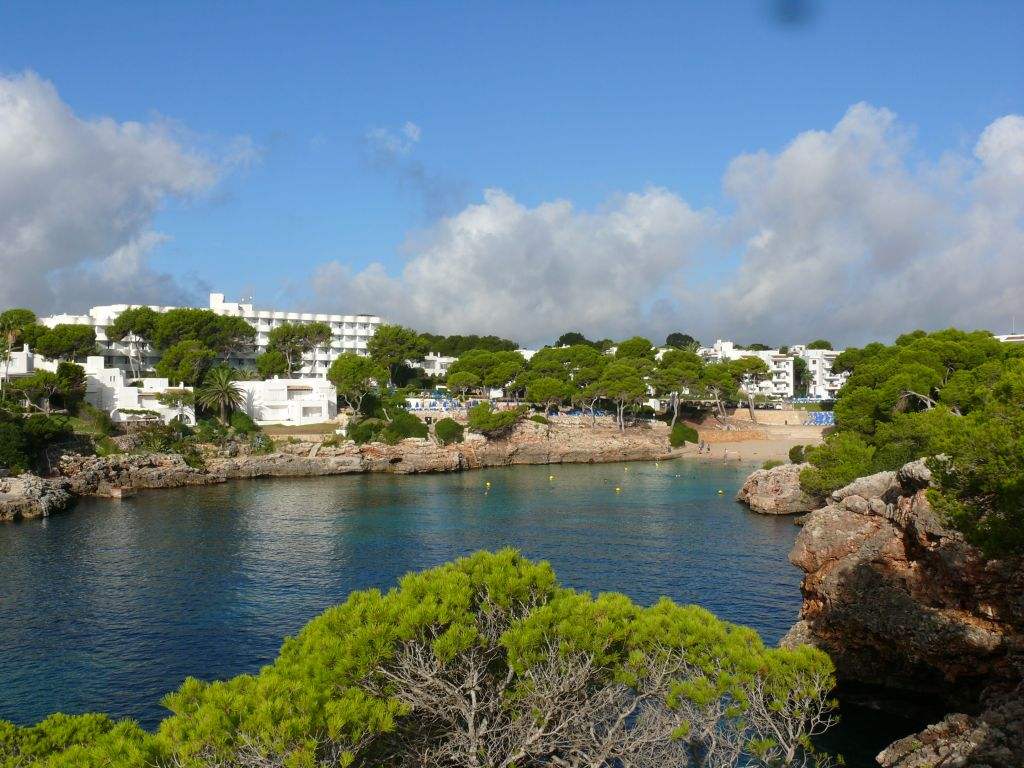
Cala Esmeralda
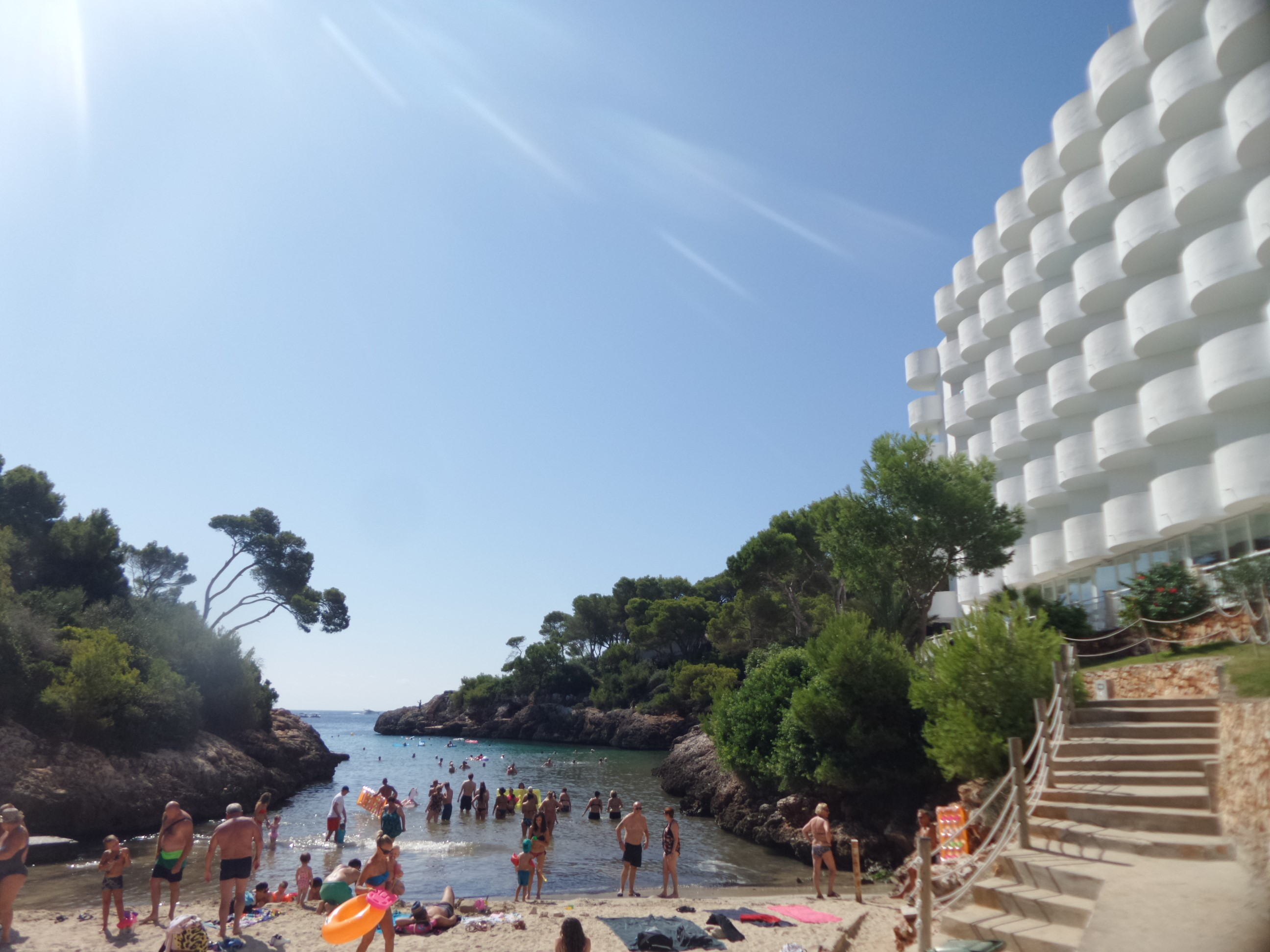
Cala Egos

- Cala d’Or
- Cala Gran
- Cala Esmeralda
- Caló d’es Pou
- Cala Egos

angrenzend
- Cala Ferrera (Felanitx)
- Cala Serena (Felanitx)

## Nahegelegene Strände
- Cala sa Nau, nordöstlich von Cala d’Or, etwa 4 km entfernt.

### Parc natural de Mondragó
- S’Amarador und Ses Fonts de n’Alís, südwestlich von Cala d’Or und Portopetro, etwa 5 km entfernt.
 Die beiden Strände befinden sich in der Cala Mondragó im Naturschutzgebiet Parc natural de Mondragó.
 Der Park mit freiem Eintritt empfiehlt sich für Wanderungen oder einen Badeausflug an den Strand.

Siehe auch: Strände und Buchten auf Mallorca

## Radfahren (Ausflugsziele)
- Cala d'Or (Buchten, Strände und Aussichtspunkte)
- Portopetro von Cala d'Or
- Parc natural de Mondragó von Cala d'Or
- Cala Figuera von Cala d'Or
- Cala Santanyí - Santanyí - s’Alqueria Blanca von Cala d'Or
- Santuari de Consolació - s’Alqueria Blanca - Santanyí von Cala d'Or
- Castell de Santueri von Cala d'Or
- Puig de sa Talaia von Cala d'Or
- Puig de Sant Salvador von Cala d'Or
- Cala Sa Nau von Cala Ferrera (Cala d'Or)
- Cala Marçal (bei Portocolom) von Cala Ferrera (Cala d'Or)
- Portocolom von Cala d'Or

## Persönlichkeiten
Zu den ersten Einwohnern des modernen Cala d’Or gehörten der Impressario und Volkskundler Antoni Mulet Gomila, die Maler Olegari Junyent, Hermenegildo Anglada Camarasa und Nataixa Rambowa und die Witwe von Schauspieler Rodolfo Valentino.